# Carl von Karstedt (Regisseur)
Carl Moriz von Karstedt (* 29. Mai 1981 in Hamburg) ist ein deutscher Autor, Filmregisseur, Startup-Unternehmer und Kunstsammler.
Carl von Karstedt wurde in Hamburg geboren und ist der Ur-Ur-Enkel des Reichstagsabgeordneten Carl von Karstedt. Er besuchte die Millfield School im englischen Somerset und lebte danach in Venedig und Hamburg. Dort arbeitete er für die Weberei Lanificio di Schio sowie für die Werbeagenturen Jung von Matt und Slagman’s. 2004 wurde er für ein Motiv für die Berliner Morgenpost mit einem bronzenen ADC-Nagel ausgezeichnet. Im Alter von 22 Jahren gründete er das Startup Stilmacher und war damit in Europa ein Pionier im Online-Handel mit Luxusgütern. Außerdem war Stilmacher in der Beratung von Luxushotels im U/HNWI-Segment tätig und betreute Privatkunden bei der Akquise von kuratierten Luxusgegenständen.
2014 entwarf er mit der Berliner Produktionsfirma 3-B Produktion die Idee zu der Serie „Kunst und Verbrechen“ über die Schattenseiten des Kunstmarktes. Als Autor und Regisseur begleitete er die Folge „Knoedler und der Chinese“. Für diesen Debütfilm wurde er 2016 zusammen mit den anderen Autoren der Reihe „Kunst und Verbrechen“ mit dem Grimme-Publikumspreis der Marler Gruppe ausgezeichnet. Im Januar 2022 wurde sein Film "Die Schönheit des Geheimnisvollen" über den US-amerikanischen Regisseur Robert Wilson bei arte ausgestrahlt. Die französische Tageszeitung Le Monde bezeichnete das Porträt als "lebendige, unprätentiöse, erhellende, [...] liebenswerte exercice d'admiration."